# بردا (آیووا)
بردا (به انگلیسی: Breda) شهری در ایالت آیووا کشور ایالات متحده آمریکا است که جمعیت آن در سرشماری سال ۲۰۱۰ میلادی، ۴۸۳ نفر بوده‌است.